# LEGO Slizers
LEGO Slizers foi uma linha do tema LEGO Technic, dos brinquedos LEGO lançada em 1999. Nos Estados Unidos da América e no Canadá, recebeu o nome de Throwbots. O seu design evoluiu servindo de base para linhas posteriores como a LEGO RoboRiders e a Bionicle. 

## Características
A sua denominação no mercado da América do Norte prendeu-se à característica de apresentarem um disco-função de arremesso (em língua inglesa, "to throw" = lançar, arremessar).
Os personagens, futuristas, eram semelhantes a robôs, com pelo menos um braço projetado para lançar discos. Todos, à excepção do "Blaster" e do "Millennium"/"Millennia" eram tranformáveis, sem desmontar, em formas compactas que permitiam o seu acondicionamento em caixas próprias.
Foram lançados inicialmente oito personagens, posteriormente ampliados a doze. A linha foi descontinuado em 2002.

## Enredo
A linha conheceu duas formas de desenvolvimento de seu enredo consoante os mercados europeu e norte-americano. A primeira, universal, tem como cenário um único planeta; a segunda, para o mercado norte-americano, transcorre em diversos planetas.
Embora não tenha sido caracterizada a razão de sua rivalidade, os personagens dividiam-se em duas facções:
- positiva - Slizers Fogo (Fire/Torch), Gelo (Ice/Ski), Cidade (City/Turbo) e Submarino (Sub/Scuba);
- negativa - Slizers Juíz (Judge/Jet), Selva (Jungle/Amazon), Rocha (Rock/Granite) e Energia (Energy/Electro).

O cenário do enredo europeu passa-se no planeta "Slizer", dividido em oito continentes, cada um designado com o nome do Slizer que aí habita. Sete continentes caracterizavam sete setores e o oitavo, mais pequeno, era para onde todos convergiam: o continente Juíz. Este servia como uma arena para as competições entre os personagens. Os seus treinos eram feitos, em estágio inicial, contra os nativos do seu próprio continente. Quando não estavam a competir entre si, as duas facções lutavam si.
O enredo continuou a desenvolver-se, tendo os conjuntos lançados em 2000, os Slizers "Millennia"/"Millennium", "Flare", "Spark" e "Blaster", feito a sua primeira aparição na edição de Janeiro-Fevereiro de 2000 da revista LEGO Mania. O enredo destes últimos nunca foi adequadamente desenvolvido pelo fabricante, deixando os seus consumidores com diversas questões por responder. Isso foi atribuído à descontinuação da linha, com o repentino lançamento dos brinquedos LEGO RoboRiders desde Dezembro de 1999. A revista, em sua edição de Maio-Junho de 2000, dava espaço ao novo lançamento, os RoboRiders. Pouco depois, vinha a público a linha Bionicle.